# خرمال أزغب
خرمال أزغب (الاسم العلمي: Diospyros pubescens) هو نوع من النباتات يتبع جنس الخرمال من الفصيلة الأبنوسية.